# Leupolz (Kempten)
Leupolz ist ein Ortsteil von Kempten und liegt östlich des Stadtkerns. Es wird durch die Autobahn A7 von der restlichen Stadt getrennt. Zwischen dem Stadtteil Lenzfried und Leupolz liegen etwa 800 Meter unbebaute Fläche.
Nach der Häuserstatistik um 1800 hatten die damals 21 Anwesen von Leupolz, darunter sieben Bauerngüter, zusammen eine Fläche von 527,09 Tagewerk oder 179,59 Hektar.
Bei der Volkszählung am 25. Mai 1987 hatte Leupolz 141 Einwohner in 33 Gebäuden mit Wohnraum bzw. 51 Wohnungen. Müllers großes deutsches Ortsbuch (30. Ausgabe 2007) gibt 129 Einwohner an, allerdings ohne Zeitbezug. Das Gleiche (ebenso 129 Einwohner) gilt für die 35. Ausgabe 2012.

## Geschichte
Der Name Leupolz wurde erstmals im Jahre 1394 im Zusammenhang mit einem stiftkemptischen Hofgut erwähnt. Jedoch unterhielten die Römer unter den Heerführern Drusus und Tiberius bereits um das Jahr 15 v. Chr. in Leupolz, nahe der Hausnummer 63, einen Wachturm, von dem aus die Straße von Cambodunum (Kempten) über die Lindenberger Ösch, am Lerpscher Hof und dem Lenzfrieder Gottesacker vorbei über Leupolz in Richtung Memmingen – Augsburg beschützt wurde.
Die Verbesserung der Lebensbedingungen, die in den seit 1525 immer wieder stattfindenden Bauernaufständen nicht erreicht werden konnte, wurde nach Jahrzehnten durch die Vereinödung der Höfe auf privatwirtschaftlicher Grundlage erreicht. Leupolz wurde im Jahre 1800 vereinödet, was als eine Art Flurbereinigung zu verstehen ist.
Das Dorf Leupolz gehörte zur Hauptmannschaft Lenzfried. 1811 wurde das Gebiet der Stadt Kempten zugeschlagen. Mit dem Gemeindeedikt von 1818 wurde das Gebiet Teil der neuen Gemeinde Sankt Mang.
Nach einem Ortsverzeichnis von 1840 hatte Leupolz 20 Häuser mit 100 „Seelen“.
1921 wurde eine Quelle für die gemeinschaftliche Wasserversorgung erschlossen. Bis dahin hatten sich die Haushalte größtenteils eigenverantwortlich mit Trinkwasser versorgt.
Seit 1972 gehört Leupolz durch die Eingemeindung von Sankt Mang zu Kempten.

## Kapelle
In Leupolz steht eine Ädikulakapelle. Die 1950 an der Stelle einer 1934 abgebrochenen Vorgängerin erbaute Wegkapelle ist mit einer fast lebensgroßen und ausdrucksstarken barocken denkmalgeschützten Holzfigur Christus im Kerker ausgestattet. Sie stammt aus den Anfängen des 18. Jahrhunderts.